# Гефрес
Гефрес (нем. Gefrees) — город и городская община  в Германии, в Республике Бавария. 
Подчинён административному округу Верхняя Франкония. Входит в состав района Байройт.  Население составляет 4624 человека (на 31 декабря 2010 года). Занимает площадь 50,08 км². Официальный код  —  09 4 72 139. Местные регистрационные номера транспортных средств (коды автомобильных номеров) (нем. Kraftfahrzeugkennzeichen) — BT.
Община подразделяется на 44 городских района.

## Население
По оценке на 31 декабря 2015 года население общины Гефрес составляет 4443 чел. 

| Дата      | 1840 | 1871 | 1900 | 1925 | 1939 | 1950 | 1961 | 1970 | 1987 | 2011 |
| --------- | ---- | ---- | ---- | ---- | ---- | ---- | ---- | ---- | ---- | ---- |
| Население | 4742 | 5059 | 4313 | 4226 | 4181 | 5817 | 5018 | 5043 | 4744 | 4528 |

| Год       | 1960 | 1970 | 1980 | 1990 | 2000 | 2009 | 2010 | 2011 | 2012 | 2013 | 2014 | 2015 |
| --------- | ---- | ---- | ---- | ---- | ---- | ---- | ---- | ---- | ---- | ---- | ---- | ---- |
| Население | 5005 | 5091 | 4760 | 4854 | 4886 | 4646 | 4624 | 4513 | 4459 | 4448 | 4467 | 4443 |